# ديفيد بويك
ديفيد بويك هو فلاح وسياسي نيوزيلندي، ولد في 29 أبريل 1848، وتوفي في 18 نوفمبر 1918 بسبب الإنفلونزا الإسبانية وإنفلونزا. نشط حزبياً في Reform Party (New Zealand) ‏. وقد انتخب عضو مجلس النواب النيوزيلندي ‏.